# 11073 Cavell
11073 Cavell este o planetă minoră (asteroid), cu un diametru de 3,039 km, din centura de asteroizi. A fost descoperită pe 2 septembrie 1992 la Observatorul European Austral de Eric Walter Elst și a fost numită după Edith Cavell. 
Obiectul prezintă o orbită caracterizată de o semiaxă mare de 2,4005965 UAi, o excentricitate de 0,17, o înclinație de 1,65407 ° în raport cu ecliptica.